# РД-809К
РД-809К — український рідинний ракетний двигун замкнутої схеми із допалюванням окисного генераторного газу, оснащений однією камерою згоряння. Розробляється ДП «КБ «Південне» ім. М.К. Янгеля», виробляється ДП ВО «Південний машинобудівний завод ім. О.М. Макарова». Паливо — гас, окислювач — рідкий кисень.

## Загальний опис
РД-809К — однокамерний двигун, що може бути використаний в якості маршового для верхніх ступенів ракет-носіїв, таких як: «Зеніт», «Маяк» та «Циклон-1М». Весь комплект агрегатів автоматики, агрегати системи подачі палива в камеру згоряння та газогенератор запозичені з двигуна-прототипа РД-8, що використовувався на ракето-носії «Зеніт-3» як рульовий двигун другого ступеня. Для РД-809К була розроблена нова камера згоряння, оскільки РД-8 мав 4 камери (щоб забезпечити керування польотом в трьох площинах), а РД-809К повинен був мати одну. Вона пішла в якості основи для розробки й іншого двигуна - РД-861К, маршового двигуна третього ступеню РН «Циклон-4» . Крім того, на відміну від РД-8, РД-809К має можливість багаторазового запуску. Проект та конструкторська документація цього двигуна розроблені.
| Найменування параметру                   | РД-809К   |
| ---------------------------------------- | --------- |
| Тяга двигуна в вакуумі, тс               | 10        |
| Питомий імпульс в вакуумі, с             | 352       |
| Кількість камер згоряння                 | 1         |
| Тиск в камері згоряння, кгс/см2          | 100       |
| Тиск на зрізі сопла, кгс/см2             | 0,036     |
| Коефіцієнт відношення компонентів палива | 2,62      |
| Температура генераторного газу, ℃        | 434       |
| Кількість площин гойдання                | 2         |
| Суха маса двигуна з урахуванням рами, кг | 253.5–320 |
| Кут хитання, град.                       | ±5        |
| Сумарний час роботи у польоті, с         | 600       |